# 변준범
변준범(變俊範, 1991년 2월 5일 ~ )은 대한민국의 축구 선수로, 포지션은 센터백이다.

## 선수 경력
제주도 태생의 변준범은 태권도 선수 출신인 아버지 밑에서 자랐다. 화북초등학교 재학 시절 지동원과 동창으로 지낸 바 있다. 이 후 변준범은 제주중학교로 진학하여, 전국소년체육대회에 남중부제주선발로써 출전하여 동메달을 입상하기도 하였다. 대기고등학교로 진학한 이후에도 변준범은 제주 대표로 선발되어 전국체전에 출전하였으며, 주전 센터백으로써 맹활약하며 6년만에 제주에게 우승을 안겨주었다. 이 활약을 토대로 대한민국 U-18 대표팀에 선발되기도 하였으며, 2009년 대기고등학교를 백록기 8강에 올려놓기도 하였다. 2010년 변준범은 건국대학교에 진학하였다. 대학 2학년 때부터 주전 센터백으로 자리매김하였으며, 2013년 건국대 축구부의 주장으로 선임되었다. 같은 해 덴소컵에 선발되어 뛰어난 활약을 펼쳤다. 해당 대회를 지켜본 산프레체 히로시마의 스카우터 아다치 오사무의 눈에 띄었고, 대학 1년 선배인 김범용의 존재가 도움이 되어 히로시마로 행선지를 정하게 되었다.
2014년 J1리그 산프레체 히로시마와 프로계약을 체결하였다. 그러나 기대와 달리 히로시마에서 한 경기도 뛰지 못한 변준범은 2016년 시미즈 에스펄스로 임대 이적을 하게 된다. 시미즈에서 리그 데뷔전을 치른 후, 어느정도 활약을 인정 받아 같은 해 8월 완전 이적을 하게 된다. 그러나 2017년 여름 변준범은 츠바이겐 가나자와로 다시 임대를 떠났다. 2018년 방포레 고후로 완전 이적한 변준범은 16경기에 출전하였다.
2019시즌을 앞두고, 변준범은 서울 이랜드 FC로 이적하며 프로 생활 처음으로 대한민국에서 활약하게 되었다.
2020시즌을 앞두고 군문제 관계로 K4리그의 진주 시민축구단으로 임대이적했다.
2021년 10월 21일, 군복무를 마치고 서울 이랜드 FC로 복귀했다. 하지만 2022년 1월 21일, 상호간 합의에 의한 계약해지로 팀을 떠났다.